# William Saroyan
William Saroyan (Fresno, California, 31 de agosto de 1908 - Ib., 18 de mayo de 1981) fue un escritor armenio-estadounidense que escribió numerosas obras y cuentos cuyos temas giraban en torno a los primeros años de vida de un hijo de inmigrantes pobres armenios, retratando el universo provinciano del oeste de los Estados Unidos. Sus historias fueron muy populares durante los años de la Gran Depresión.

## Biografía
William Saroyan nació en Fresno (California), en pleno Valle de San Joaquín, hijo de inmigrantes armenios que dejaron la ciudad de Bitlis, en el Imperio Otomano, antes del genocidio de 1915. Pero su padre, que había emigrado a Nueva York en 1905 y había predicado en sus iglesias apostólicas armenias, falleció en 1911 a causa de una peritonitis y William (que entonces contaba solo tres años) y sus hermanos tuvieron que vivir en un orfanato en Alameda. Seis años más tarde la familia pudo al fin reunirse con la madre en Fresno cuando esta logró un trabajo estable en una fábrica de conservas. 
En 1921 William asistió a la escuela técnica para aprender mecanografía y a los quince años abandonó los estudios. Tras ver algunos escritos de su padre que su madre le mostrara, William decidió convertirse en escritor. Logró continuar los estudios con sus propios recursos, obtenidos penosamente de diversos empleos ocasionales y del más estable que tuvo en la Compañía de Telégrafos de San Francisco, donde trabajó como administrador. Algunos de sus primeros artículos fueron publicados en The Overland Monthly y sus primeros cuentos aparecieron en la década de 1930, entre ellos "La rueda rota" (The Broken Wheel), escrito bajo el seudónimo de Sirak Goryan y publicado en el periódico armenio Hairenik, en 1933. En febrero de 1934 empezó su meteórica carrera literaria al vender el relato "El joven audaz sobre el trapecio volante" a la revista Story. Convertido de la noche a la mañana en uno de los escritores más populares de América, probó suerte en el teatro en 1939 y al año siguiente ganó el Premio Pulitzer de teatro con El momento de tu vida, que rechazó por principios (se oponía al patrocinio del arte por parte de los ricos). Su primera novela larga, La comedia humana, fue llevada al cine bajo la dirección de Clarence Brown con guion del propio autor, lo que le reportó sesenta mil dólares de la época, que repartió generosamente entre amigos y parientes. Esta adaptación cinematográfica logró un premio Óscar a la mejor historia en 1943 y cuatro nominaciones. 
Saroyan trabajaba rápidamente, sin apenas corregir sus textos. Introdujo el impresionismo en narrativa y teatro: muchas de sus obras carecen de intriga y se limitan a expresar un estado de ánimo siempre optimista y una característica humanidad a través de una minuciosa y lírica observación de detalles, costumbres y conductas, virtudes que lucen en especial en el género del relato corto. Se inspira con frecuencia en experiencias de la infancia entre los agricultores armenio-americanos del Valle de San Joaquín, o trata el tema del desarraigo del inmigrante y el más general de la condición humana, siempre desde un punto de vista muy cervantino. El libro Me llamo Aram (1940) es una colección de estampas sobre pintorescos personajes compuesta por 14 cuentos interconectados sobre el pequeño Aram Garoghlanian y su familia inmigrante, y lo consagró como gran maestro de la narrativa norteamericana contemporánea: un escritor con una sensibilidad poco común para revelar la sustancia íntima de que está formada la vida corriente de todo ser humano.
Durante la II Guerra Mundial fue movilizado a Londres y el gobierno le otorgó un permiso para redactar una novela que fomentara las relaciones entre ingleses y estadounidenses; tras varias semanas encerrado con ese encargo en el Hotel Savoy, entregó el manuscrito de Las aventuras de Wesley Jackson, pero la obra, que contenía sus propias ideas sobre el militarismo y el absurdo de la guerra, no gustó, le negaron la recompensa prometida (viajar a Nueva York para ver a su esposa Carol Marcus y a su hijo recién nacido, Aram) e incluso estuvo a punto de ser sometido a un consejo de guerra por su pacifismo. La novela no se publicó hasta 1946, ya concluido el conflicto y cuando ya se había extinguido la posibilidad de una represalia por parte del ejército estadounidense. Saroyan había desposado a la veinteañera Carol Marcus, de la que tuvo dos hijos, el futuro escritor Aram (1943-) y la futura actriz Lucy (1946-). Pero a finales de los años cuarenta la adicción a la bebida y al juego de Saroyan desunieron a la pareja, que tuvo que divorciarse. Ella se casó de nuevo con el actor Walter Matthau. 
En sus obras siguientes, Un tal Rock Wagram (1951) y The Laughing Matter (1953) se inspiró en sus propias experiencias de matrimonio, paternidad y divorcio. Desde 1958 en adelante, Saroyan vivió principalmente en París con "fines impositivos", aunque continuó manteniendo un hogar en Fresno (California), donde había nacido y se había criado. El elemento autobiográfico fue constante a lo largo de todo su trabajo, generalmente disfrazado de ficción; pero algunas de sus memorias posteriores, que consisten en viñetas y breves ensayos escritos principalmente en París y Fresno, poseen su propio valor duradero. Incluyen Here Comes, There Goes You Know Who (1961), Not Dying (1963), Days of Life and Death, Escape to the Moon (1971) y Places Where I've Done Time (1975). También publicó unas interesantísimas Memorias, traducidas al español en 1995.
Entre sus libros de cuentos destacan El joven audaz sobre el trapecio volante y otros cuentos, Tres veces tres, Me llamo Aram y Chiquillos. De sus piezas teatrales sobresalen La dulce melodía del amor, Mi corazón está en las montañas, Nacimiento decoroso en tierra verde y Gente maravillosa. En 1979, a los 71 años, publicó Obituaries sobre figuras que él había conocido. Menos conocido es su trabajo como dibujante y pintor del expresionismo abstracto. Falleció en el Hospital de Veteranos de Fresno (California) de cáncer y sus cenizas se dividieron entre Fresno y el Panteón de Komitas en Armenia.

## Obras

### Narrativa
- El joven audaz sobre el trapecio volante (The Daring Young Man On The Flying Trapeze, 1934)
- Inhale and Exhale (1936)
- Three Times Three (1936)
- Little Children (1937)
- Love Here Is My Hat (1938)
- El problema con los tigres (The Trouble With Tigers, 1938)
- Mi nombre es Aram o Me llamo Aram (My Name Is Aram, 1940)
- Las fábulas de Saroyan (Saroyan's Fables, 1941)
- La comedia humana (The Human Comedy, 1943)
- Las aventuras de Wesley Jackson (The Adventures of Wesley Jackson (1946)
- Los asirios (The Assyrians, 1950)
- El tigre de Tracy (Tracy's Tiger, 1951)
- Un tal Rock Wagram (Rock Wagram, 1951)
- The Bicycle Rider in Beverly Hills (1952)
- The Laughing Matter (1953)
- Love (1955)
- Mamá, te quiero (Mama I Love You, 1956)
- Papá, estás loco (Papa You're Crazy, 1957)
- Here Comes, There Goes, You Know Who (1962)
- Gaston (1962)
- One Day in the Afternoon of the World (1964)
- The Man with the Heart in the Highlands and other stories (1968)
- Days of Life and Death and Escape to the Moon (1970)
- Places Where I've Done Time 1972 (original printing possibly 1957)
- Chance Meetings (1978)
- Obituarios (Obituaries, 1979)
- Nacimientos (Births, 1983)
- Madness in the Family (1988)
- Boys and Girls Together (1995)

### Teatro
- Mi corazón está en las tierras altas (1939)
- El momento de tu vida (The Time of Your Life, 1939), Premio Pulitzer 1940, Premio de la Crítica de Teatro de Nueva York 1940.
- El héroe del mundo (Hero of the World, 1940)
- Vieja y dulce canción de amor (Love's Old Sweet Song, 1940)
- El circo del ping pong (The Ping Pong Circus, 1940)
- Un aviso especial (A Special Announcement, 1940)
- Circo metro (Subway Circus, 1934)
- Sweeney en los árboles (Sweeney in the Trees, 1940)
- La hermosa gente (The Beautiful People, 1941)
- La gente que emana luz (The People with Light Coming Out of Them, 1941)
- Hola, ¿hay alguien ahí? (Hello Out There, 1942)
- La agonía de los países pequeños (The Agony of Little Nations, 1942)
- La situación poética en América (The Poetic Situation in America, 1942)
- Jim Dandy (Jim Dandy, 1947)
- Un nacimiento decente, un funeral feliz (A Decent Birth, a Happy Funeral, 1949)
- El hijo (The Son, 1950)
- La masacre de los inocentes (The Slaughter of the Innocents, 1958)
- El accidente (The accident, 1958)

### Autobiografía
- Mi nombre es Saroyan (My name is Saroyan, 1983, autobiografía, publicada en español como Memorias, 1995).

## Premios y distinciones
Premios Óscar
| Año  | Categoría       | Película          | Resultado |
| ---- | --------------- | ----------------- | --------- |
| 1944 | Mejor argumento | La comedia humana | Ganador   |